# Maicol Rastelli
Pour les articles homonymes, voir Rastelli.
Maicol Rastelli, né le 28 avril 1991 à Sondalo, est un fondeur italien.

## Carrière
Membre du club CS Esercito (armée) et en équipe nationale depuis 2010, il obtient son premier résultat significatif en terminant septième du championnat du monde des moins de 23 ans en 2013 sur le sprint à Liberec.
Il a fait ses débuts dans la Coupe du monde en février 2013 à Davos, et monte le 5 mars 2014 sur son premier podium pour sa cinquième apparition dans l'élite, à Drammen lors d'un sprint en style classique. Il obtient sa première sélection aux Championnats du monde en 2015, où il est 15e du sprint.
À l'été 2015, il remporte un titre de champion du monde de roller-ski à Val di Fiemme en montée sur dix kilomètres. Lors des années suivantes, il ne s'illustre pas en Coupe du monde, mais parvient à remporter la Coupe OPA, antichambre européenne de la Coupe du monde.
En 2018, il participe à sa première course aux Jeux olympiques à Pyeongchang, arrivant 26e du sprint. Cet hiver, il enregistre aussi son meilleur classement général dans la Coupe du monde avec le 63e rang.

## Palmarès

### Jeux olympiques d'hiver
| Épreuve / Édition   | Sprint                           | Sprint    | 15 km | 15 km                            | Skiathlon 2 × 15 km | 50 km | Relais | Relais    |
| Épreuve / Édition   | libre                            | classique | libre | classique                        | Skiathlon 2 × 15 km | 50 km | Sprint | 4 × 10 km |
| JO 2018 Pyeongchang | Épreuve inexistante à cette date | 26e       | —     | Épreuve inexistante à cette date | —                   | -     | -      | 7e        |

Légende :
- : pas d'épreuve
- — : Non disputée par Rastelli

### Championnats du monde
| Épreuve / Édition        | Sprint                           | Sprint                           | 15 km                            | 15 km                            | Skiathlon 2 × 15 km | 50 km | Relais | Relais    |
| Épreuve / Édition        | libre                            | classique                        | libre                            | classique                        | Skiathlon 2 × 15 km | 50 km | Sprint | 4 × 10 km |
| Mondiaux 2015 Falun      | Épreuve inexistante à cette date | 15e                              | —                                | Épreuve inexistante à cette date | —                   | —     | —      |           |
| Mondiaux 2019 Seefeld    | -                                | Épreuve inexistante à cette date | Épreuve inexistante à cette date | 53e                              | —                   | —     | —      | 10e       |
| Mondiaux 2021 Oberstdorf | Épreuve inexistante à cette date | 27e                              | —                                | Épreuve inexistante à cette date | —                   | —     | —      | -         |

Légende :
- : pas d'épreuve
- — : Non disputée par Maicol Rastelli

### Coupe du monde
- Meilleur classement général : 63e en 2018.
- 1 podium individuel : 1 troisième place.

#### Classements en Coupe du monde
| Année     | Classement général final | Classement distance | Classement sprint |
| 2013-2014 | 83e                      | -                   | 37e               |
| 2014-2015 | 124e                     | -                   | 68e               |
| 2015-2016 | 94e                      | 69e                 | 62e               |
| 2016-2017 | 151e                     | -                   | 86e               |
| 2017-2018 | 63e                      | 54e                 | 46e               |
| 2018-2019 | 87e                      | 71e                 | 56e               |
| 2019-2020 | 77e                      | -                   | 45e               |
| 2020-2021 | 123e                     | -                   | 75e               |

### Coupe OPA
- 1er du classement général en 2017.
- 16 podiums, dont 7 victoires.